# Id Software
id Software è una casa produttrice di videogiochi situata a Mesquite, Texas.  Il nome corretto della società è id Software, con id scritto in caratteri minuscoli; in passato è stato scritto anche ID e iD.
La compagnia fu fondata da quattro membri della società informatica Softdisk: John Carmack e John Romero (programmatori); Tom Hall (game designer); Adrian Carmack (artista). Anche il significato è cambiato nel corso degli anni: inizialmente era l'abbreviazione di Ideas from Deep, società creata nel 1989 da Romero e dall'amico Lane Roathe; quindi è diventato In Demand (a richiesta, dal nome del gruppo dei programmatori creato in Dungeons & Dragons). Oggi il significato "ufficiale" fa riferimento al concetto psicologico dell'id.
id Software ha sviluppato, nel corso degli anni, tecnologie innovative nell'ambito dei videogiochi per personal computer, oltre che ad avere reso popolare gli sparatutto in prima persona con titoli come Wolfenstein 3D, Doom e Quake.
Il 24 giugno 2009, id Software ha annunciato di essere stata acquisita da ZeniMax Media (già proprietaria di Bethesda Softworks). L'operazione non influenzerà gli accordi presi in precedenza dalla id con altre aziende.

## Storia
I fondatori della id Software si incontrarono negli uffici di Softdisk, azienda di Shreveport specializzata nella realizzazione di software venduto per corrispondenza. Nel settembre 1990, John Carmack sviluppò un modo efficiente per creare giochi a scorrimento laterale sul personal computer, con una tecnica denominata adaptive tile refresh, fino a quel momento ritenuta impossibile se non sulle console. Carmack e Hall decisero, quasi per scherzo, di ricreare una replica del primo livello del popolare gioco per NES del 1990 Super Mario Bros. 3, inserendo le grafiche del personaggio di Dangerous Dave di John Romero al posto di Mario: rimasero svegli tutta la notte e misero il dischetto sulla scrivania di Romero con un post-it con scritto "Digita DAVE2". Appena digitato il comando, questi vide la demo, intitolata Dangerous Dave in Copyright Infringement, si rese conto che l'innovazione di Carmack poteva tradursi in fama e fortuna, e dopo avere mostrato il gioco con scarso successo ad altri membri della Softdisk, i ragazzi della id Software cominciarono a lavorare giorno e notte, “prendendo in prestito” i computer dell'azienda che non venivano usati nei weekend e nelle notti per realizzare insieme una copia perfetta in scala reale di Super Mario Bros. 3 per computer, sperando di darlo in licenza alla Nintendo.
L'azienda giapponese, pur lodandolo, rifiutò il progetto, specificando che non avevano intenzione di pubblicare videogiochi basati su loro proprietà intellettuali in hardware non prodotto da loro stessi. Nello stesso periodo, bussò alla loro porta Scott Miller di Apogee Software. Miller, che era stato impressionato da un vecchio gioco di Romero intitolato Pyramids of Egypt, conscio del suo talento aveva spedito diverse lettere come fan al programmatore, utilizzando però nomi differenti. Quando Romero si accorse che in realtà arrivavano tutte dal solito indirizzo, contattò Miller per chiedergli le sue intenzioni; questi gli spiegò che aveva agito in questo modo per evitare di andare incontro a guai con la loro attuale azienda, e gli propose di lavorare per Apogee, per creare giochi da distribuire come shareware.
Dopo avere mostrato la loro tecnologia a Miller, questi chiese di realizzarci qualcosa: il team cominciò così lo sviluppo di Commander Keen, videogioco a scorrimento laterale, ancora una volta “prendendo in prestito” i computer dell'azienda per lavorarci nella casa sul lago a Shreveport, Louisiana. Il 14 dicembre 1990 il primo episodio fu rilasciato come shareware dall'azienda di Miller, Apogee, ottenendo subito un ottimo successo.
Quando il presidente di Softdisk venne a sapere del fatto, non si scompose più di tanto: anzi, ritenendo i ragazzi capaci e avendo ottenuto fino a quel momento delle buone vendite dai loro giochi, propose ad essi di creare una nuova società, nella quale lui si sarebbe occupato delle vendite.  I ragazzi accettarono, ma il resto dello staff della Softdisk, sentendosi preso in giro dal comportamento scorretto dei quattro, minacciò le dimissioni in blocco se fossero rimasti a lavorare nell'azienda. Il presidente della Softdisk si vide quindi costretto a mandare via i ragazzi. In seguito fu siglato un accordo nel quale id Software si impegnava a fornire un gioco a Softdisk ogni due mesi per un certo periodo di tempo. Il 1º febbraio 1991 venne così fondata la id Software. Terminato Commander Keen, vennero assunti come dipendenti Jay Wilbur (business manager) e Kevin Cloud, e cominciò lo sviluppo di Wolfenstein 3D, che uscirà il 5 maggio 1992. Dopo il grande successo ottenuto con Wolfestein 3D cominciò lo sviluppo di Doom. Nell'agosto 1993 Tom Hall, a seguito alcune dispute con John Carmack riguardo al suo lavoro di designer, rassegnò le dimissioni. Doom venne pubblicato nel dicembre 1993, e diventò presto una pietra miliare nel mondo dell'intrattenimento videoludico.
Alla metà degli anni novanta, durante lo sviluppo di Quake, John Romero decise di lasciare id Software, poiché in contrasto con l'idee alla base di sviluppo del gioco. Il suo progetto di ibrido avventura-GDR a tema fantasy non era condiviso dalla maggior parte degli sviluppatori. La delusione che scaturì fu quella di dare le dimissioni, che tuttavia vennero comunque imposte da John Carmack che riteneva insoddisfacente il lavoro svolto da Romero.
Nel 1997 Raven Software, software house che aveva stretti rapporti con id, venne acquisita da Activision; in seguito l'azienda californiana stringerà un accordo commerciale per la distribuzione dei titoli id Software, a partire da Quake II. L'accordo con Activision terminerà nel 2009, con l'acquisizione di id Software da parte di ZeniMax Media.
Il 22 novembre 2013 vennero annunciate le dimissioni di John Carmack, l'ultimo dei fondatori originali ancora attivi, per dedicarsi al progetto Oculus Rift.
Il 21 settembre 2020 ID Software, attraverso ZeniMax Media, viene acquisita da Microsoft per 7,5 miliardi di dollari.
Il 9 marzo 2021, dopo il via libera all'acquisizione, ID Software entra a far parte ufficialmente di Xbox Game Studios.

## Videogiochi sviluppati
| Titolo                                    | Genere      | Anno |
| ----------------------------------------- | ----------- | ---- |
| Dangerous Dave                            | azione      | 1988 |
| Commander Keen: Marooned on Mars          | piattaforme | 1990 |
| Commander Keen: The Earth Explodes        | piattaforme | 1990 |
| Commander Keen: Keen Must Die             | piattaforme | 1990 |
| Shadow Knights                            | piattaforme | 1991 |
| Dangerous Dave in the Haunted Mansion     | piattaforme | 1991 |
| Rescue Rover                              | rompicapo   | 1991 |
| Hovertank 3D                              | FPS         | 1991 |
| Commander Keen: Keen Dreams               | piattaforme | 1991 |
| Rescue Rover 2                            | rompicapo   | 1991 |
| Commander Keen: Secret of the Oracle      | piattaforme | 1991 |
| Commander Keen: The Armageddon Machine    | piattaforme | 1991 |
| Commander Keen: Aliens Ate My Baby Sitter | piattaforme | 1991 |
| Catacomb 3-D                              | FPS         | 1991 |
| Wolfenstein 3D                            | FPS         | 1992 |
| Spear of Destiny                          | FPS         | 1992 |
| Doom                                      | FPS         | 1993 |
| Doom II: Hell on Earth                    | FPS         | 1994 |
| The Ultimate Doom                         | FPS         | 1995 |
| Master Levels for Doom II                 | FPS         | 1995 |
| Final Doom                                | FPS         | 1996 |
| Quake                                     | FPS         | 1996 |
| Quake II                                  | FPS         | 1997 |
| Quake III Arena                           | FPS         | 1999 |
| Quake III Team Arena                      | FPS         | 2000 |
| Doom 3                                    | FPS         | 2004 |
| Quake Live                                | FPS         | 2009 |
| Wolfenstein                               | FPS         | 2009 |
| Rage                                      | FPS         | 2011 |
| Doom (2016)                               | FPS         | 2016 |
| Quake Champions                           | FPS         | 2017 |
| Doom Eternal                              | FPS         | 2020 |
| Doom: The Dark Ages                       | FPS         | 2025 |

## Videogiochi prodotti
| Titolo                       | Genere | Anno | Sviluppatore                            |
| ---------------------------- | ------ | ---- | --------------------------------------- |
| Heretic                      | FPS    | 1994 | Raven Software                          |
| HeXen                        | FPS    | 1995 | Raven Software                          |
| Hexen II                     | FPS    | 1997 | Raven Software                          |
| Scourge of Armagon           | FPS    | 1997 | Hipnotic Interactive                    |
| Dissolution of Eternity      | FPS    | 1997 | Rogue Entertainment                     |
| The Reckoning                | FPS    | 1998 | Xatrix Entertainment                    |
| Ground Zero                  | FPS    | 1998 | Rogue Entertainment                     |
| Return to Castle Wolfenstein | FPS    | 2001 | Gray Matter Interactive, Nerve Software |
| Wolfenstein: Enemy Territory | FPS    | 2003 | Splash Damage                           |
| Doom 3: Resurrection of Evil | FPS    | 2005 | Nerve Software                          |
| Quake 4                      | FPS    | 2005 | Raven Software                          |
| Doom RPG                     | RPG    | 2005 | Fountainhead Entertainment              |
| Orcs & Elves                 | RPG    | 2006 | Fountainhead Entertainment              |
| Enemy Territory: Quake Wars  | FPS    | 2007 | Splash Damage                           |
| Wolfenstein RPG              | RPG    | 2009 | Fountainhead Entertainment              |
| Orcs & Elves II              | RPG    | 2009 | Fountainhead Entertainment              |
| Wolfenstein                  | FPS    | 2009 | Raven Software                          |
| Doom 3 - BFG Edition         | FPS    | 2012 | Bethesda Softworks                      |
| Wolfenstein:The New Order    | FPS    | 2014 | MachineGames                            |
| Rage 2                       | FPS    | 2019 | Avalanche Studios                       |